# Орёл (Добрушский район)
Орёл (бел. Аро́л) — упразднённый посёлок в Добрушском районе Гомельской области Беларуси. Входит в состав Васильевского сельсовета.

## География

### Расположение
В 28 км на юго-восток от районного центра Добруш, в 51 км от Гомеля, в 10 км от железнодорожной станции Тереховка, расположенной на линии Гомель — Бахмач.
Ближайшие населённые пункты Васильевка, Красный Алес, Лебедевка, Чирвоный Рог и др.

## Транспортная система
Транспортная связь по автомобильной дороге, связывающей деревню с Добрушем. Далее по просёлочной дороге.

## Этимология
Встречается название Красный Орёл.

## История
В составе колхоза имени Ю.А. Гагарина.
В 1987 году посёлок упразднён (вместе с посёлком Чирвоный Рог).